# Ramenskoe Juniors 2012
Das Ramenskoe Juniors 2012 als bedeutendstes internationales Nachwuchsturnier von Russland im Badminton fand vom 23. bis zum 26. August 2012 in Ramenskoje statt.

## Sieger und Platzierte
| Disziplin    | Gold                                   | Silber                            | Bronze                              |
| ------------ | -------------------------------------- | --------------------------------- | ----------------------------------- |
| Herreneinzel | Kirill Boyarskiy                       | Andrey Dolotov                    | Shokhzod Gulomzoda                  |
| Herreneinzel | Kirill Boyarskiy                       | Andrey Dolotov                    | Roman Timko                         |
| Dameneinzel  | Evgeniya Kosetskaya                    | Natalia Rogova                    | Ekaterina Kut                       |
| Dameneinzel  | Evgeniya Kosetskaya                    | Natalia Rogova                    | Viktoriia Vorobeva                  |
| Herrendoppel | Kirill Boyarskiy Sergey Shemetov       | Andrey Dolotov Alexandr Zinchenko | Vladimir Nikulov Artem Serpionov    |
| Herrendoppel | Kirill Boyarskiy Sergey Shemetov       | Andrey Dolotov Alexandr Zinchenko | Alexander Verner Denis Verner       |
| Damendoppel  | Evgeniya Kosetskaya Viktoriia Vorobeva | Olga Morozova Natalia Rogova      | Ekaterina Kut Daria Serebriakova    |
| Damendoppel  | Evgeniya Kosetskaya Viktoriia Vorobeva | Olga Morozova Natalia Rogova      | Alina Davletova Anastasia Ronzhina  |
| Mixed        | Rodion Kargaev Viktoriia Vorobeva      | Alexandr Zinchenko Olga Morozova  | Kirill Boyarskiy Olga Lipkina       |
| Mixed        | Rodion Kargaev Viktoriia Vorobeva      | Alexandr Zinchenko Olga Morozova  | Sergey Shemetov Evgeniya Kosetskaya |